# 涼海みさ
涼海 みさ（すずみ みさ、1997年2月1日 - ）は、日本の元AV女優。マインズに所属していた。

## 略歴・人物
宮崎県出身。2015年12月、SODクリエイトが新たに立ち上げたレーベル“青春時代”の専属女優としてデビューしたロリ系のAV女優。
趣味は食べる事、特技は裁縫。
ひとりになるのが苦手であり、2017年現在は女友達とシェアハウスの状態で居住している。
アイドル的な仕事に憧れていたが、“中高とおじさんと遊んでいた”ためアイドルは無理だと悟り、AV女優になろうと決意。「紗倉まな　事務所」で検索してマインズに応募した。キラキラ最大限にかわいく撮ってくれると思っていたが、デビューした青春時代レーベルはうぶさがテーマであり、本人は全くかわいいと思えず反抗心すら抱き、ふてくされながらの撮影だった。後年のインタビューでは自分なりのせい一杯ではあったものの、せっかくの専属なのにもったいないと振り返っている。青春時代卒業後、他メーカーも経験したいことを理由に企画単体となる。単体デビューであったこともあり多少鼻を高く見積もっていたが、他の女優の仕事への意識の高さやエロに対するストイックさを見て一度は自身をへし折られたという。
2018年7月、アダルトと玩具メーカーA-ONE、大人のおもちゃデパートm'sが手を組むアイドルグループ「Make it！」（メイキット）メンバーとなる。
2019年1月26日、前年からの体調不良により、Make it!の活動を一旦休むことを自身のツイッターで発表。
2019年5月20日、既に引退して一般人になっていたことを自身のツイッターで発表。

## 作品

### アダルトDVD
2015年
- 「私、本当は男性を犯してみたいんです」 涼海みさ 18歳 SOD専属AVデビュー（12月25日、SODクリエイト）

2016年
- 「もっとHな事、知りたくて」 制服・ブルマ・スクール水着 初体験4SEX 男を犯してみたい少女 涼海みさ 18歳（1月21日、SODクリエイト）
- 「意識が飛びそうになるくらいイッてみたい…」 初めて経験する痙攣絶叫マジイキSEX 涼海みさ 19歳（3月17日、SODクリエイト）
- 「女の子とエッチしちゃダメですか?」 Wキャスト 親友同士で初レズ解禁 涼海みさ×浅田結梨（4月7日、SODクリエイト）
- 浅田結梨×涼海みさ Wキャスト 最高にエッチで可愛い妹2人とラブラブ近親相姦生活（4月21日、SODクリエイト）
- 「中出しって気持ちいいんですね」 初中出し解禁 何度も膣内射精を求める淫乱少女 涼海みさ 19歳（5月26日、SODクリエイト）
- いたずらロリっ娘みさタンの男湯に乗り込んでロリコンホイホイ大作戦（6月10日、FIRST STAR）
- ロリ顔Fカップ無敵の色白BODY涼海みさの自宅で露出する性癖に密着してみた件。（7月1日、キチックス）
- 「制服撮影だけ!」って話だったのに裸撮るって聞いてないし!! 「ち●こ舐めて」とか「挿れていい?」とかマジうざい!ってか絶対無理!!（7月8日、BAZOOKA）
- 過激すぎるド素人娘 4時間スペシャル 34（7月8日、S級素人）
- 「えっ生でするの?」「だって私、生が好きなんだもん」 突然出来た妹は普段から超セクシーな格好をして超無防備でパンチラ&胸チラしまくり!何故ならヤリマン女子校に通っているドスケベちゃんだからそんなの気にしないんです!!でもこちとら気にしまくりで毎日勃起しまくり!あまりにもスケベな格好して昼寝しているから我慢できなくなって触っていたらバレてしまい…ヤバイと思ったら興奮していたみたいで怒られるどころかエッチの催促!しかもSEXしていたら「ゴム着けているとやっぱり気持ち良くない!」と言ってファック中断!そしてボクのおチ○コからゴムを外しまさかの生挿入!最後はダメ押しのカニバサミでイキそうなボクをロックし中出し強制! 2（7月19日、Hunter）
- ウソだ!あんなに真面目で優しいお姉ちゃんがヤリマンだったなんて! 自宅が狭いボクはいまだにお姉ちゃんと相部屋。しかも二段ベッド…。姉の友達がしょっちゅう遊びに来るのですが、まずパンチラは100％見えます。当然ヤリマンである姉の女友達も100％ヤリマン! 姉がいなくなった隙に必ずといっていいほどボクにエッチな誘惑を仕掛けてきます。ただこれで普通にヤるだけじゃございません。こっそりゴムを外して生ハメ中出しを決行!意外にもヤリマン女子は生中出しが初めてで最高に気持ち良かったらしく、生ハメにハマりセフレになってくれるのです。（7月19日、Hunter）
- 美少女即ハメ白書 50（7月22日、ソクハメラボ）
- 完璧な性奴隷 4（7月29日、MAD）
- 母親公認。家庭教師は私を常に縛りつける。（8月1日、ミニマム）
- DIYで働く純情美少女ADにAV女優顔負けの変態プレイを強要し赤ちゃんまで孕ませ勝手にAV発売（8月5日、DIY）
- 全裸放置・羞恥拘束で脱出不能 身動きできない女子高生に助けを求められたら貴方は犯さずにいれますか?（8月6日、ナチュラルハイ）
- 狙われた女子校生 鬼畜たちに輪姦される放課後の監禁教室 vol.02（8月6日、アイエナジー）
- 「看護師にせんずりを見せつけたらヤれたが…同僚にバレてしまい怒られるかと思ったら2人で一緒にヤってくれた」 VOL.2（8月6日、DANDY）
- 家の中で常に機会を伺っていた強姦魔 僕が悪いんじゃないんです!突然出来た義理の妹があまりに無防備でイヤらし過ぎたから悪いんです。だから、僕…我慢できずに犯しちゃったんです。家中を必死で逃げ回る妹を追いかけ回し、どこに隠れても必ず見つけ出して何度も犯し、何度も何度も中出してヤリました♥（8月7日、アパッチ）
- 容姿で採用された美人OL達の仕事は中出しクレーム処理!（8月12日、BAZOOKA）
- 学校中で勃起ち○ぽ汁(ザーメン）を出しまくる2人のふたなり女子高生 2 進学校の真面目な女子生徒がち○ぽ丸出し校内露出! ある日突然生えてきたち○ぽの疼きに耐えられず過激なポ○チンセンズリと大量射精セックスにハマるデカチン少女たち（8月18日、ディープス）
- お姉ちゃんのリアル性教育（8月18日、グローリークエスト）
- 街で見かけたどんないい女でもデリヘルとして呼べる未来のもしも電話（8月26日、BAZOOKA）
- 完全女体観察4時間スペシャル 3（8月26日、S級素人）
- 修学旅行で都会にやってきた田舎の学生たち!先生の見回りをすり抜け大好きなあの子が待つ女子部屋に突入せよ!スリルと興奮が入り混じり部屋はまさかのエロムードに発展!一夜限りの奇跡はかけがえのない青春!（8月26日、SCOOP）
- 一般男女モニタリングAV レズver. 街行く親友同士の素人女子大生が2人っきりの密室で人生初のレズエステに挑戦! "潮吹き1回10万円"の過激ルールのもと密着オイルマッサージで連続潮吹きイキ24回!! レズキス/お尻の揉み合い/おっぱい合わせ/レズクンニ/貝合わせ/濃厚手マンでイカせ合い♥（9月8日、ディープス）
- SUPER HEROINE アクションウォーズ 19　正義戦隊ジャスティスファイブ　〜ジャスティスピンク〜（9月9日、GIGA）
- 焦らして焦らして契約をとる寸止め性保レディ 5（9月9日、BAZOOKA）
- 巨乳幸福論 人妻編（9月9日、S級素人）
- 昼下がりの人妻を狙うレ●プ犯罪。その一部始終をスクープ!!一度はとらえられるも、家の中を必死の逃走!しかし男たちの手からは逃れられず無念の中出し!（9月9日、SCOOP）
- 成績の振るわないデカ尻のムチムチOLが訪問営業に!土下座までして契約を懇願してくるもんだから「コレの意味わかりますよね?」と勃起したチ●ポを見せつけると戸惑った様子を見せつつも「これで、契約してくれますよね…?」とパクっと咥え込み…!?（9月9日、SCOOP）
- おじさん大好きベロチュウ女子校生（9月13日、EROTICA）
- 徹底主観フェラ 〜時に見下ろし、時に見つめ合う、口内繋がりの愛の形〜（9月16日、SEX Agent）
- 超ラッキー!!大きなおっぱいが水着からポロリ!! 旅行先の温泉スパリゾートで浮かれて友達同士で悪ふざけして、水着を取り合っている女の子たちの大きな胸が水着からポロリしまくり!!しかも夢中で取り合っているからこちらの視線に全く気付いていない!!だから調子に乗ってガン見していたら当然勃起!!でもさすがに勃起してたらバレてしまいヤバイと思ったら…（9月19日、Hunter）
- 万引きJK固定電マ痴漢（9月19日、アパッチ）
- 隠れ美少女×Fカップ×パイズリ 田舎育ちの純朴娘が好奇心でAV出演! 生ハメおま○こにドロドロ中出し! デカチンに突かれまくって極楽アヘ顔！ガチイキ! みさ19才（9月19日、生貝）
- ザ・面接 VOL.151 女性飢広場はじゅるじゅる祭り（9月20日（レンタル）/11月25日（セル）、アテナ映像）
- おっぱいパブの巨乳娘に媚薬タブレットを飲ませたら自ら挿入してきて店には内緒のスローピストン!…では満足できず高速騎乗位が止まらない（9月22日、ナチュラルハイ）
- 何度イっても止めない低速指マン痴漢→降りたら即強姦（9月22日、ナチュラルハイ）
- 女子高生の汗や雨で濡れた透けブラとパンチラって最強だよね。 街で偶然見かけた女子校生の透けブラとパンチラをず〜と見てたら、不審者と思われて逃げられた。だけど再び見かけた時には、テレながらも女子からパンチラを見せてくれる実はエッチ大好きな女の子たちだった。（9月22日、SWITCH）
- ラブアイブ! サンシャイン!!（9月23日、TMA）
- いろんな意味で問題作（9月23日、バルタン）
- 海の家中出し痴漢 2016（10月6日、ナチュラルハイ）
- 実はただのマジックミラーで裏から潰れたボインが丸見え! 巨乳OL限定! おっぱいスケスケ媚薬レントゲン検査 媚薬ゼリーを塗られヌルヌルの巨乳を押しつけイキまくり!（10月6日、ROCKET）
- スパリゾート パンツ内大量射精痴漢（10月7日、アパッチ）
- 昔からボクがエッチなイタズラをし続けている近所のウブなロリっ娘たち。 わからないながらも気持ち良さを求めてくるまで成長したので映像化!さらに今日は初めての中出しをしてあげました!（10月7日、お夜食カンパニー）
- スターセイバーズ セイバージェミニ（10月14日、GIGA）
- 「子供扱いしないで!!」 先生のことが大好きな私…でも先生はいつも私のことを子供扱いして全然恋愛対象として見てくれない…必死に振り向かせようと、背伸びして色気全開でセクシーな女アピールしてみたら…（10月14日、DOC）
- 幼い顔しておっぱい発達中女子○生の純真無垢な小さな口に同級生たちが強制フェラ! 犯されてるのに欲しがり汁垂らしっぱなしの口とマ○コに串刺し中出し!（10月14日、V&R PRODUCE）
- 東京￥交 MISA（10月14日、S級素人）
- BDSM ハード人体固定×肉便器中出し（10月19日、MOODYZ）
- エロ本立ち読み妄想JKがその場でリアル中出しをおねだり! エロ本だけは品揃え豊富なバイト先の本屋で、今日もヤル気無く営業が終わりました。と思ったら、閉店ギリギリでやってきたのは女子校生!向かった先は…エロ本コーナー!?注意するだけでも気まずいのに…えっ!?立ち読みしながらオナニーしてる!?さらに目が合ってしまい、ムラムラの矛先をボクに向けてきた!!店内でもおかまいなしにチ○ポを欲しがる女子校生は、エロ本によくある大量中出しに憧れてボクに何度もリアル中出しをおねだり!満足するまで帰ってくれない!!（10月19日、Hunter）
- 幼なじみ→その妹→姉→母親までも!突然の挿入で声もだせず家の中に潜む童貞少年に連続でハメられまくった巨乳家族 2（10月20日、ナチュラルハイ）
- ブルマ穿いてるから全然恥ずかしくないもんね。もっと見る? 2 女子高生(友達の妹）のパンチラが見えたと思ったら、スカートの下はパンチラ防止のブルマだったけど、ブルマ好きな僕は逆に大興奮してしまった。（10月20日、SWITCH）
- 片手間で半分無視でエッチなことする妄想新シリーズ やっつけセックス 〜SEXまったくヤル気ない女とヤル気マンマンの男〜（10月20日、ROCKET）
- イラマチオじゃない腰振りフェラチオ 6 〜もはやオナホ扱い。自分好みの速度と角度で腰振って、ナカにナマでぶっ放す!〜（10月21日、SEX Agent）
- にゅるりん、にょろりん、ローリング手コキ 2 〜熟練手コキの気持ちよさ、膣穴はそれを越えられない〜（10月21日、SEX Agent）
- 街行く素人をナンパ! グリグリバイブで声ガマン(＞へ＜。）アヘ声10分我慢できれば賞金GET! Vol.02（10月28日、DOC）
- 素人人妻不倫ナンパ IN 仙台 奥さんの自宅にお邪魔して旦那のいない間に寝取りセックスしちゃいました!!（11月11日、S級素人）
- 帰省してきた姪っ子 家族に隠れて近親相姦 4（11月11日、S級素人）
- 再婚相手の連れ子は美人女子校生姉妹!!初めて皆で川の字で寝る事に…。明け方、年頃で可愛い妹のパジャマがはだけ、発育途中の身体を見て欲情してしまった僕は彼女を…!!ふと横を見ると、妹と僕がSEXしているのを気づいた姉が、興奮し身体をくねらせていたので… 6（11月11日、DOC）
- 「いつまでケンカしてんの!!」 実は近親相姦愛を育んでいた兄妹が喧嘩を装い親に隠れて喘ぎ声を押し殺しながら危険な中出し交尾（11月11日、V&R PRODUCE）
- ガチナンパ! 素人さんにお願いしまくって生パン見せてもらった後に素股までさせてもらっちゃいました。 PART.32（11月15日、ピーターズ）
- 咥えて3分以内に発射 〜多忙な現代人を速攻でイカせる超テクフェラ〜（11月18日、SEX Agent）
- 孕ませバック痴漢 3 膣内の奥まで届く後背位中出しでイキ堕ちる女子高生（11月23日、ナチュラルハイ）
- 「もう一度、青春してみませんか?」 青春時代一周年記念総集編+未公開撮り下ろし5SEX 2枚組480分（11月23日、SODクリエイト）※総集編
- ずっとやってみたかった、素人男性の顔面殴りつけ騎乗位セックスに初挑戦!（11月23日、新中野小劇場）
- 【G1】 美星女戦士セーラーエンジェルズ フレイア&アクアス 〜裏切りの魔装堕ち〜（11月25日、GIGA）
- 女子校生 スパッツ内大量射精痴漢（12月7日、アパッチ）
- 混合痴漢（12月8日、ナチュラルハイ）
- 図書館で声も出せず糸引くほど愛液が溢れ出す敏感娘 19 全裸羞恥中出しSP（12月8日、ナチュラルハイ）
- 過激すぎるド素人妻 2（12月9日、S級素人）
- 幻惑またがりロングディルド挿入オナニー 〜頭上に生えたチ○ポ玩具にマ○コ汁を垂らす異形のまぐわい〜（12月16日、SEX Agent）
- ポロリ連発!パンチラ&マンチラ当たり前! 女子校生限定!風船割ったら即アウト! 固定バイブ早着替えゲーム（12月19日、ATOM）
- 思い切って勝手にAV化! 超イケメンの友達が既にホロ酔い状態のカワイ子ちゃんを連れてきた!一人は超乗り気だがもう一人は彼氏持ちでガード固し!!当然、超有名な王様ゲームは拒絶!そんなガードの固い女でも超過激だけどマイナーな［もっともっとゲーム］ならヤラしてくれるのか 3（12月19日、お夜食カンパニー）
- 毎朝通勤途中に見かける女子校生のパンチラを見てたら、女子が恥ずかしそうな顔で僕を見つめてきた件。 DX（12月22日、SWITCH）
- 婚約者に顔向けできない体にされて…。 「だめっ!私、将来を誓い合った婚約者がいるんです…だから他の人とセックスなんて絶対ダメなんです…。あゝまた挿れられてる…輪わされる…子宮に熱いモノが注がれる…そして絶頂させられる…。ゴメンね…汚され尽くされた私はあなたの元には帰れません…」（12月25日、オーロラプロジェクト・アネックス）

2017年
- 居残り女子○生 接吻授業 先生、アソコが疼いて仕方ありません（1月6日、ヒビノ）
- 名門私立女子高校に通う女子校生たちに突撃交渉! 男子校で寮生活を送る同い年の童貞クンと人生初の王様ゲームしてみませんか?　パンパンに張った発育中の大きなお嬢様おっぱいを独り占めでハメまくり!!中出し放題!! 念願の巨乳ハーレム筆おろし大乱交 in渋谷区・私立●●女子学園の女生徒宅（1月7日、ディープス）
- 都会に憧れる田舎者女子と実家のこたつで男はボクひとりの王様ゲーム!! 田舎者のボクは都会に出て一人暮らしを始め、専門学校に通っているんですが…何もイイ事なく一年が終わりました。そんなボクが正月実家に帰ると、待っていたのは地元に住む親戚たち!しかも女子ばかり!みんな都会に住むボクの話を聞きに集まった!?なので調子に乗って合コン三昧だと嘘を付き『王様ゲーム』の話をすると全員乗り気に!!「都会じゃ当たり前!」と言い切れば、かなりエッチな事も沢山できちゃいました!!（1月7日、Hunter）
- 素人ナンパ『痴漢体験』再現痴漢 〜あなたの痴漢体験をマネキンを使って再現してください〜（1月7日、アパッチ）
- 恥ずかしいのに濡れすぎちゃう女の子（1月13日、S-Cute）
- #新宿神待ち家出女子校生 みさ 04（1月13日、&RiBbON）
- 朝ゴミ出しする近所のノーブラ奥さんとやっちゃった俺 8（1月19日、アキノリ）
- 羞恥! 彼氏連れ素人娘をマシンバイブでこっそり攻めまくれ! 11 素人VSマシンバイブ 激安居酒屋にマジックミラー特設スタジオを設置 お正月だよ撮って出し潮編（1月19日、サディスティックヴィレッジ）
- 同級生放課後レズビアン（1月20日、クリスタル映像）
- Pure Moe Ero Max（1月20日、小林三郎企画）
- 夜行バスで声も出せずイカされた隙に生ハメされた女はスローピストンの痺れる快感に理性を失い中出しも拒めない 6（2月2日、ナチュラルハイ）
- 真面目な義理の妹を犯していたらその現場を目撃したヤリマンの義理のお姉ちゃんは、怒るどころか発情してしまい次はボクの精子が無くなるまで何度も犯されてしまいました… 2（2月7日、Hunter）
- 当然、勝手にAV化! イケメンの友達がほろ酔い状態の女の子を僕の部屋に連れて来た!女に無縁の僕にはそれだけで大興奮なのに超過激でHな王様ゲームが始まっちゃって… 8（2月7日、お夜食カンパニー）
- 家政婦呼んだらまさかのスク水ニーハイ姿のデカ尻娘が! ハミ出る尻肉! 足に張りつくニーハイに興奮した僕は我慢できず即ハメ生挿入!　膣奥に響く激ピストンで何度もイキまくり!　気持ち良過ぎて何度も中出し懇願!（2月10日、V&R PRODUCE）
- ハメ撮り。 2人きり。 美乳でエロい女子校生の妹と本当に興奮する生々しい中出しセックス（2月13日、無垢）
- 心と身体で癒してくれる清楚美少女のSEX事情（2月13日、S-Cute）
- 濡れてテカってピッタリ密着 神スク水 10 新型スク水 型番N○KEスクール水着ワンピース 1○81501【1○SNKC】 F○LAワンピースジュニア 水着スイムウェア×隠れ巨乳みさ（2月16日、親父の個撮）
- いじめっこの提案でボクは空気になった。 みんな自分がそうなりたくないから、ボクに話しかける人は誰もいない。 ボクの存在を認識する人は誰もいない。だからちょっと席を離れただけで、ボクの机の上には女子が座っており「あの、そこボクの席なんですけど…」と言っても無反応。ガチでボクの存在を全否定してきます。開き直ってそっちがその気ならと席に座ると目の前にはパンチラがっ!存在を完全に無視されているので心ゆくまで超至近距離でパンチラ見放題!当然触ってもボクの存在は無視。するとジワジワとパンツにシミができて…、食い入るように見ていると周囲にバレないように突然、体育倉庫や保健室に連れて行かれ、誰にも言わないでと押し倒された!（2月19日、Hunter）
- オフパコ報告 コスプレイベントナンパ連れ込みSEX隠し撮り 3 素人レイヤーに声を掛けハメ撮り中出し無許可販売（2月24日、TMA）
- 萌え袖を結ばれて動けない友達の彼女を何回もイカセて勝手にハメたら嫌がるどころか感じまくった（3月2日、ナチュラルハイ）
- 従兄ちゃん、そんなに見つめてきてどうしたの? JKに成長した従姉妹たちが無邪気に従兄ちゃん大好きと迫ってきて、一緒にお風呂に入ろと誘われて入ったら、もちろん勃起。ついつい我慢できずに抱きしめた。（3月2日、SWITCH）
- 超絶倫巨乳少女! 3 突然出来た妹は超ヤリマン女子校に通う女子校生!いつも超無防備無警戒だからパンチラ胸チラ乳首チラしまくりでボクは毎日勃起しまくり!しかも恥ずかしながらちょっとボクのおちんちんは大きくて勃起を隠しきれません!結局バレてしまいヤバい!と思ったらボクのデカチン勃起にまさかの発情!我慢できなくなってボクのデカチ○ポに貪りついてきた!とにかく妹は腰を振って腰を振って所構わずヤリまくってくるのです!!何度も何度も強制的に妹の中で発射させられボクのチ○ポが勃起しなくなるまで何度もヤラレちゃいました!(※もう何発イカされたか分かりません!!）（3月7日、Hunter）
- 親に隠れてこっそり兄妹近親相姦 親の前ではわざと兄妹ゲンカ!しかし、実は兄妹以上の関係で2人きりになるとすぐに近親相姦セックスを始める! 7（3月7日、ゴールデンタイム）
- 「一度でいいから揉んでみたい!」 発達し過ぎた女子校生のデカ尻妹に兄が睡眠薬を隠れて飲ませて、夢の豊満尻を堪能し何度も中出し!（3月10日、V&R PRODUCE）
- AV女優 裸コレクション 第四弾（3月10日、V&R PRODUCE）
- M男性感開発アナル責めメンズエステ 2（3月18日、アイエナジー）
- 子供の頃は気付かなかったけど、大人になってやるとすべてがエロい! 幼馴染のお姉ちゃんが初めての就職と一人暮らしでお祝いがてら久しぶりの再会からの宅飲み。昔よく一緒にやった遊び(野球拳、二人羽織、叩いて被ってじゃんけんぽん…等）を思い出し、懐かしくなって実際やってみると、大盛り上がり!予想外にパンチラはするわ、密着はするわで勃起しまくり!お互い酔って、挙句の果てにほぼ前戯のようなお下劣なゲームまでやっちゃってスケベモード全開になり…（（3月19日、Hunter）
- 変態すぎるド素人娘スペシャル 4（3月24日、S級素人）
- 満員バスで背後から制服越しにねっとり乳揉み痴漢され腰をクネらせ感じまくる巨乳女子高生（4月6日、ナチュラルハイ）
- 17周年記念 素人ナンパ 池袋で見つけた優しい奥さん ラップ1枚隔てて童貞くんと素股で筆下ろし体験してみませんか?（4月6日、アイエナジー）
- 禁止された社内恋愛の制裁で彼氏の目の前で上司棒を挿入される 嫌がっても『ふたりともクビにするぞ』と脅されて泣き寝入りするしかないサディスティックヴィレッジの女AD 2（4月6日、サディスティックヴィレッジ）
- 朝目覚めたら姉さん(妹）が僕の朝ダチ○ポをつかってお口でコンドームの装着練習をしていた! ちょそんなんされたら我慢できないよぉ!寝起きの頭は脳内射精寸前! 目覚めたカラダは辛抱たまらず近親マ○コにおはズボ挿入!! 2（4月14日、SCOOP）
- 『ちんちん危機一発ゲーム』で乱交に! 2 転校先の学校に男はボク1人!そんな環境なので自然と目に入るパンチラに勃起してたら、女子に目を付けられ『ちんちん危機一発ゲーム』の標的に!! ※このゲームは女子が順番にボクのチ○ポを刺激しイカせた人が負け! 全部寸止めだけど女子もゲームがエスカレートしていくと発情しだし…（4月19日、Hunter）
- 壁に押しつけられ逃げられない種付けプレス痴漢（4月20日、ナチュラルハイ）
- 駆け出しグラビアアイドルに水に濡れたら溶ける服を着せて男湯でアルバイト！突然の全裸羞恥に遭遇した赤っ恥アイドルは無事に逃げ出せるのか!?（4月20日、サディスティックヴィレッジ）
- 女だらけのシェアハウス 男は僕一人 いつも女の子たちのオナニーのお手伝いをさせられている復讐にウォーターサーバーに媚薬を混ぜてピンコだちした美巨乳を揉んで揉んで揉みまくってヤリマシタ!（4月20日、サディスティックヴィレッジ）
- 最強属性 09（4月28日、最強属性）
- 昔ボクをフッた女がロボット出張ヘルス嬢になっていた! 無反応モード中に敏感マ○コを好き放題! 勝手にイったら復讐チ○ポで許可なく中出し!!（4月28日、SCOOP）
- 純情ロリっ子の恥じらいSEX（5月1日、S-Cute）
- 「早漏の相談中に我慢できず暴発したら優しくゆっくり改善セックスしてくれた看護師さん」 Vol.1（5月3日、DANDY）
- 地道に続けた家庭教師生活が報われました! 遂に念願の巨乳女子校生に挿入成功! 全く勉強する気がなく、ナメた態度で悪態つきまくり!そんな態度をとるのなら…!飲み物にこっそり媚薬を入れてボクの言う事を聞くまで体をいじくりたおし、ガラステーブルにひっついて離れないほどバックで犯してやりました!（5月7日、Hunter）
- 部活帰りの娘がブルマ履いたまま制服で帰宅! パッツパツのデカ尻濃紺ブルマに発情した父が媚薬を飲ませると発汗してムレムレに!思わずチ○ポ挿入すると効果抜群過ぎて何度も仰け反り絶頂! 2（5月12日、V&R PRODUCE）
- SODファン大感謝祭×真正中出し 射精無制限 ぜつりんバスツアー(※素人男性18名参加）（5月18日、SODクリエイト）
- 「ダメだよ動いちゃ!!今、先っぽ挿っちゃったよ!!」 素股でヌルっと生挿入! 突然出来た義理の姉はとても頭が良くて優しいけど超巨乳でセクシー過ぎる!!しかもいつも無防備だから大きな胸の谷間や乳輪、透け乳首が見えて、童貞のボクは毎日勃起!!ある日、勃起している見られてしまい「マズい!」と思ったけど正直に話したら優しいお姉ちゃんはひくどころか童貞のボクを不憫に思い「擦り付けるだけだったら…いいよ」とまさかの素股OK!! 擦り付けていたらお姉ちゃんのアソコが濡れ出し腰の動きも早くなってきた!!調子にのってボクも腰を動かしたらヌルヌルズボ!!で、まさかの生挿入!!「ダメ!挿っちゃってるよ!」って普通は言うけど気持ちよすぎてもうどうにも止まりません!とにかく無我夢中で激しく腰をふり続け結局、我慢できずに何度も何度も中出ししちゃいました!でも優しいお姉ちゃんはこんなボクを笑顔で許してくれました!!（5月19日、Hunter）
- 絶倫少年連続中出しシェアハウス 2 姉の住む女性限定シェアハウスにやってきた絶倫弟がルームメイトを何度も何度も連続中出しで犯しまくる!（5月19日、アパッチ）
- ローライズ半ケツ女は犯してOKだろ 力でねじ伏せ痙攣絶頂バックピストン（5月25日、MOODYZ）
- 可愛すぎる魔法少女5人とパジャマで中出し性交（5月26日、TMA）
- 【オフパコ】 AVプロダクション無許可企画 泥酔★whis媚薬w ACT.03（5月26日、MERCURY）
- SODファン大感謝祭 まだまだ終わらないぜつりんバスツアー 脱落した素人が人妻軍団に強制イカせ奉仕&本編出演超豪華女優の完全主観フェラ!(※素人男性18名参加）（6月1日、SODクリエイト）
- 駅弁膣奥中出し痴漢 嫌なのに痴漢師を抱きしめる屈辱体位で乱れ狂う女たち（6月1日、ナチュラルハイ）
- あどけなさ残る美少女と、ぬくもり感じる胸キュンSEX（6月1日、S-Cute）
- ゲスの極み映像 田舎娘9人目（6月2日、フルセイル）
- 媚薬リモバイ中出し本屋痴漢（6月7日、アパッチ）
- これも寝取り?? 結婚2年目になる超まじめな妻。そんな妻が私に見せたことの無いいやらしい顔で乱交に興じているビデオを見つけてしまった!!（6月7日、お夜食カンパニー）
- 巨乳な人妻のナマ着替えを覗いていたら 奥さんのほうから窓ガラスにデカパイ押し付けて誘惑してきた! 2（6月9日、SCOOP）
- 僕の部屋に泊まりにきた叔母さんが寝るときは裸族だったことが判明!かつてのオナペットを前にしてイクべきか迷っていたらむこうから激しく甥っ子チ○ポを求めてきた! 2（6月9日、SCOOP）
- 愛妻(ロリ巨乳）がエロビデオに出ていた…。 苛立ちながらも妻のAV女優SEXに嫉妬のウツ勃起!（6月13日、E-BODY）
- Mッ娘カプセル 君を犯したい 有名私立女子校生編（6月13日、HERO）
- 種搾りプレスで絶対妊娠! 隣の巨尻お姉さんを犯したら清楚な顔して中出し狂いだった 2（6月15日、ナチュラルハイ）
- 「従兄ちゃんだったら何してもいいよ。」 田舎の家に遊びに行くと、従姉妹が、かわいい寝顔で寝ていて、イタズラしたいのを我慢してパンチラを見るだけにする。そんな僕の気も知らないで昔みたいに抱きついたりするので勃起。イヤがらないので成長期のカラダをいっぱい楽しみました。（6月15日、SWITCH）
- 数年ぶりに見た妹2人の体はちょっとだけ大人!? 妹2人と川の字近親相姦! 田舎に住んでいた妹2人が都会で一人暮らしをしているボクのワンルームに泊まりに来た!数年見ないうちに成長した2人の体が気になってしまう自分が嫌なのですが、部屋が狭いから逃げ場も無く目のやり場に困ってしまう。妹なのにいつ勃起してもおかしくないボクは「明日、帰れよ」と言うも絶対引かない妹2人。仕方なく狭い寝床で川の字になって寝るけど、妹のいつの間にか膨らみかけた胸が無防備な姿で寝ているので見えてしまい、我慢できずやはり勃起しまくり、気がついたら妹の胸を触ってしまっているボク。しかし、妹は気づかないフリを感じるあまりできなくなり、もっとして欲しいとお願いしてきたのです。さらにはその様子を見ていた姉にも迫られて!（6月19日、Hunter）
- OLパンストごと挿入大量射精痴漢（6月19日、アパッチ）
- 相席居酒屋でナンパした仲良し2人組をお持ち帰り。 コソコソHしていると隣の部屋にいるガードの堅い女友達はヤラせてくれるか 【其の18】（7月1日、変態紳士倶楽部）
- 高学歴のお嬢様大学生の家庭教師に素股だけお願いしたつもりが中出しセックスまでできた理由（7月1日、変態紳士倶楽部）
- パンツ見せつけ女子高生に我慢できず手を出したら、家族にこっそり隠れながらエッチを求めてくるので困ったけど、ヤッた。（7月6日、SWITCH）
- 絶倫少年連続中出し女子寮 姉の住む女子寮にやってきた絶倫弟が女子寮生を追いかけ回して何度も何度も連続中出しで犯しまくる!（7月7日、アパッチ）
- 『ヤリマン妹vs絶倫童貞兄が兄妹喧嘩でまさかのセックスのイカせ合い!?』 童貞のボクを常にバカにしてくるヤリマンの妹!いつもの口喧嘩から取っ組み合いになり、妹の胸やお尻が丸見えに!それに勃起したボクを妹がからかって手コキ!あえなく発射してしまいました…。だけど全く萎えないボクは仕返しにチ○ポ挿入!「まいった!」を言うまでセックスのイカせ合いが始まったけど、快感が上回ってお互い何度も何度も中出しを繰り返しイカせ合ってしまいました!!（7月19日、Hunter）
- 宅飲み同窓会で巨乳同級生を無理矢理泥酔させて中出ししちゃった痴漢ビデオ（7月19日、アパッチ）
- 17周年記念SP 経験豊富な優しい素人人妻が最高の童貞筆おろし 11（7月20日、アイエナジー）
- 童貞を殺す服の似合う美少女と中出し性交（7月28日、TMA）
- 媚薬親子丼 2 犯される娘を助けながら自分も発情した母も巻き込み狂乱3P姦（8月1日、ナチュラルハイ）
- 都内お嬢様女子校の田舎で行われた水泳部合宿に潜入！きらめく青空の下でたっぷりとナマ中出しレ○プ!ウブで新品同様のオマ○コをコンクリ破砕ドリルバイブでトドメ刺しアクメ!（8月1日、サディスティックヴィレッジ）
- 『失敗してもいいからエッチして欲しいんだけど…もちろん何してもいいし…とにかくエッチな事なんでもいいから勉強したいの』 去年まで女子校だった学校に入学したら男性比率は5%で超少数!しかも偏差値激高の進学校だから皆頭が良い!!でも勉強ばかりしてきたからSEX偏差値が激低でまわりのおバカ学校の女子より明らかに劣っているのが許せないらしく、勉強そっちのけでボクのチ○ポをあの手この手で皆で勃起させてはチンチン研究に熱心!!そして当然、最後はSEXの練習をしたいらしく『挿れてほしい』とSEX懇願!!中学時代、女性に全くの無縁だったボクにですよ!!当然、断る理由もないのでSEXしまくっちゃいました!!中に出しちゃうは顔にぶっかけちゃうは…と当然、失敗しまくり!!でも全然怒られませんでした!それどころか良い経験が出来たと喜ばれちゃいました!（8月7日、Hunter）
- 17周年記念SP おばさんおっぱいがち○ぽを勃起させてしまったの!? 「巨乳ノーブラ乳首ポッチ」で隣人を発情させてしまった淑女たち!! 本編撮りおろし+乳首作品集（8月10日、アイエナジー）
- 17周年記念SP 新宿で声をかけたカップルのように見える仲良し兄妹が2人っきりでAV鑑賞 10人収録480分 2枚組（8月10日、アイエナジー）
- 17周年記念SP 近親相姦 ラップ1枚隔ててお兄さんと妹さんで素股体験してみませんか? 本編撮りおろし10人収録 2枚組（8月10日、アイエナジー）
- 極上のフェラチオ ED治療で8人のナースが施術/AV研究会のJK9人が実践/3人の女ADが小遣い稼ぎにロケで学んだ技を披露 完全撮り下ろし 合計20名! 2枚組6時間（8月10日、サディスティックヴィレッジ）
- 「もうすぐプール始まるからね!」 水泳授業が始まる直前に去年までピッタリだったスクール水着を試着するとお尻が発育し過ぎて脱げない!豊満に育ったデカ尻娘のハミ尻に発情した父が水着ズラして即ハメ!（8月11日、V&R PRODUCE）
- 超ラッキー!! カーテン開けたら向かいの部屋はナース独身寮! 童貞のボクが大学進学の為に引っ越した先の向かいの部屋は性欲が溜まりに溜まった性欲旺盛ナースの独身寮で窓越しに色々見える!!女子会や着替えやオナニーやレズも見放題!!しかもボクが見ているのが分かると隠すどころか見せつけるようにして着替えたりオナニーしたりしてボクをからかい誘惑してくる!!当然ボクはそれだけでフル勃起!!毎日生殺し状態かと思ったらナースさんたちも見せているだけでは我慢できなくなったみたいで、我慢できなくなったナースさんたちの部屋にお呼ばれしちゃいました!（8月19日、Hunter）
- 素人限定! くすぐり我慢腕相撲（8月19日、ATOM）
- 童貞クン御一行が撮影現場に突撃! 楽屋で休憩中の女優さん達に筆下ろしをお願いしたら、女神のような優しさで挿入⇒初搾りザーメンを全部ごっくんしてくれました!(※ガチ童貞4名参加）（8月24日、SODクリエイト）
- 普段の顔とチ○ポ咥えた表情を【2画面】並べて楽しむ見比べフェラチオ OL編（8月24日、SODクリエイト）
- 家庭教師をしてくれる叔母さん(母の妹）が無意識に巨乳をチラつかせるので勃起した甥チ○ポをみせつけてこのままじゃ頭に血がイカないと射精教師をお願いし、コスることに集中して無警戒な叔母さんの膣内に素股からズボっとナマ入学!（8月25日、SCOOP）
- 女子大生泥酔NTRサークル旅行 俺たちの彼女がメス化した集団中出し乱交ビデオ（9月1日、kawaii*）　※AV OPEN 2017 ドラマ部門エントリー作品
- 突然超かわいい義理の妹ができた! しかも妹が通う学校に転入したら周りは女子だらけで男子はクラスでボク1人だった! 親が再婚して突然ボクに同学年のかわいい義理の妹が出来た!新居の都合上、ボクは義理の妹が通う学校に転入することになった。しかもその転入先の学校は元女子校で男はボク1人しかいない。正直ちやほやされると浮かれて行った転入初日、そんな淡い期待は打ち砕かれた!転入数日前にオナニーを義妹に見られてしまったボクはオナニーのオカズはもちろんのことチ○ポの大きさまで転入初日にバラされていたのです。クラス全員に!おかげで夢と希望に満ち溢れた学園生活はすぐに終わった…。と思ったら義妹がボクのチ○ポの大きさまでバラしたことで事態は好転!女子たちはデカチン勃起を見てみたいと、あの手この手で勃起させようとしてきたのです!あまりの興奮にボクは触られただけですぐに発射してしまう超敏感早漏チ○ポ!だけど、すぐにムクムクと膨れ上がり何度も発射できる絶倫チ○ポに何度も興奮しまくりの女子!気がついたら女子に何度も中出しをしまくりでした!（9月1日、Hunter）　※AV OPEN 2017 企画部門エントリー作品
- イケメンの友人がナンパしてきたホロ酔い極上女子大生たち! やっぱりイケメンの効果は絶大!どんどんエッチな飲み会ゲームが進行していく!憧れの王様ゲームだって過激にエスカレート!さらに酔いが回れば、シラフなら絶対拒否される本格的な乱交だってOKに!? 4人全員ハズレ無しの美巨乳女子大生の生乳を揉みまくり、オマ○コに生挿入中出し発射しまくり!（9月1日、お夜食カンパニー）
- 羞恥 新入生 発育健康診断 2017 AVOPENエディション（9月1日、サディスティックヴィレッジ）
- いつも勝手に家に上がりこんでボクをバカにする幼馴染! 今日はAVを見つけて「こんなの演技に決まってるでしょ!」と全否定! なのに、いざAVを見てみるとモジモジしだして明らかに様子がおかしい!体を突っつくと超敏感な反応!? 恐る恐る胸やお尻を触ってみると、まさかの喘ぎ声!?しかもパンティーにシミまで!それでも強がる幼馴染にAVの真似してみたい!と頼み込み、エッチなことしてみたら… ずっと感じるのを我慢していた幼馴染は結果、逆に感度が増してめちゃくちゃ感じてイキまくっちゃいました!（9月7日、ゴールデンタイム）
- 突然出来た家族が裸族で困ってます!! 喜ばしい事に母親が再婚してボクに新しい家族が出来た!でも困った事にその義父と義姉はガチの裸族なんです!一緒に住み始めてしばらくはボクに遠慮していたみたいで服を着ていたのですが、ある日、突然服を着ることを止めてしまったんです!とっても美人の義姉のオッパイやお尻が毎日見れて大興奮!! アソコも丸見えで堪らずフル勃起！そんなボクの事情も知らずに、ボクにも裸族を勧めてくるので渋々全裸になったのはいいけど、速攻で勃起がバレて義姉にからかわれる始末…。毎日毎日義姉の裸を見せられてボクも我漫の限界!義姉に作った料理の味見を頼まれたり、マッサージを頼まれたり、義姉に密着したどさくさに粉れて強引に挿入しちゃいました!!しかも、めちゃくちゃ気持ち良くて何度も中出ししてしまいました!（9月7日、ゴールデンタイム）
- みんなには内緒… 学校で子作りしよっ（9月8日、宇宙企画）
- 挑発パンチラ学園（9月13日、アロマ企画）
- アソコの前でハケが高速回転! 目指せ高額賞金!素人限定! クイズハケ水車（9月19日、ATOM）
- 有名私立大学ヤリサー投稿映像 媚薬キメパコ生中出しSEX 上京女子大生 VOL.001（9月22日、S級素人）
- 孕ませ美少女8人4時間 オヤジの生チ○ポで種付け撮り8連発!（9月22日、S級素人）
- 可愛い顔してデカ尻!!（10月1日、MARRION）
- 学生時代の恋敵に“青春最後の思い出作り”と頼み込まれて仕方無く一日だけドライブデートをさせてやったら挙式目前で婚約者を寝盗られました…（10月1日、JET映像）
- エンドレス潮吹き　中出し本屋痴漢（10月7日、アパッチ）
- 直下型パンチラ挑発（10月13日、アロマ企画）
- 寝取られ同窓会 結婚式を目前に控えた幸せいっぱいの妻がまさかの元カレと浮気中出し（10月19日、ミセスの素顔/エマニエル）
- あだ名は「教授」。ひ弱で非モテな僕の家にAV鑑賞しにクラスの女子がやって来た。AV見てるだけでパンツをグジョグジョに濡らしたのでビッチ確定!（11月7日、かぐや姫Pt/妄想族）
- SODファン大感謝祭!歴代専属女優大集合!SODStar2名を含む超豪華人気女優16名と一般募集素人ファンによる夢の大乱交1泊2日!総発射数68発!射精無制限ぜつりんバスツアー 2（※素人男性18名参加）（12月21日、SODクリエイト）

2018年
- むちむちデカ尻 神ブルマ 涼海みさ（4月12日、親父の個撮）
- SODファン大感謝祭!!真正中出し祭り2018（8月1日、SODクリエイト）
- おじさんの宝物にしてください。 肛門がなんだかムズムズするんです。お尻の穴でなんどもイッちゃう純白美少女みさちゃん（8月19日、えむっ娘ラボ）
- 羞恥絶叫ウォータースライダー（10月11日、ROCKET）
- 北関東で行われている処女アナル専門肛門売○（10月12日、First Star）
- 美少女守護者アル○ド×アナル＆マ○コ2穴中出しファック×10連続大量ザーメンぶっかけ みさ（10月26日、TMA）
- タイガー小堺監督の人気AV女優人生相談 Vol.2 AV女優の素の顔を見てみませんか?（11月22日、SODクリエイト）
- 常にパン見せメンズエステ 3（11月22日、アイエナジー）
- 噂の歌舞伎町Wアナル少女2人組 オジサン4人と4穴生中出しSEX（6P乱交）(12月1日、キチックス/妄想族）
- 神パンスト 涼海みさ（12月6日、親父の個撮）
- 拡張しすぎて開いた尻穴が塞がらないウェディングプランナー みさ（仮名）（12月25日、えむっ娘ラボ）

2019年
- アナル責めの天才 アナル調教絶頂激イキ100回オーバー!（1月7日、ビビアン）

### イメージDVD
- Fカップの純粋な好奇心・涼海みさ（2016年3月17日、REbecca）
- ANGEL NUDE 見つめていたいキミの瞳（2016年6月23日、Precious Beauty）
- Shaving Romance 恥じらいの剃毛初体験（2016年10月28日、Precious Beauty）

## 出演

### テレビ
- ビ〜チ9（2016年5月、テレビ埼玉） - マンスリーゲスト
- 阿部乃ちゃんねる（2016年9月2日、10月2日、エンタ!959）
- 初出しアイドル5人組に生中●し!～感じられるアイドル「Make it!」のセンターを決めるのはアナタ!（2018年8月9日、パラダイステレビ）[7]